# استبان لاموته
رائول استبان سانچس لاموته (اسپانیایی: Raúl Esteban Sánchez Lamothe‎؛ زادهٔ ۳۰ آوریل ۱۹۷۷) بازیگر اهل آرژانتین است. وی از سال ۲۰۰۲ میلادی تاکنون مشغول فعالیت بوده‌است.
از فیلم‌ها یا برنامه‌های تلویزیونی که وی در آن نقش داشته‌است، می‌توان به پائولینا اشاره کرد.